# Église Saint-Pierre de Salettes
Pour les articles homonymes, voir Église Saint-Pierre.
L'église Saint-Pierre est une église catholique située à Salettes, dans le département français de la Haute-Loire en région Auvergne-Rhône-Alpes.

## Historique
L'édifice est inscrit au titre des monuments historiques par arrêté du 31 janvier 1964.

## Mobiler
La base Palissy répertorie trois objets dont deux statues.